# مقاطعة دليجان
مقاطعة دليجان (بالفارسية: شهرستان دلیجان) هي مقاطعة تقع في مركزي في إيران. يقدر عدد سكانها بـ 43,388 نسمة .